# كورين روتشفير
كورين سبير روتشفير (8 مايو 1938 - 24 سبتمبر 2020)، هي عارضة أزياء وملكة جمال هولندية فازت بمسابقة ملكة جمال العالم لعام 1959، كانت أول سيدة من هولندا تتوج بلقب ملكة جمال العالم التي أقيمت في لندن، المملكة المتحدة.